# Androsace kuczerovii
Androsace kuczerovii là một loài thực vật có hoa trong họ Anh thảo. Loài này được Knjaz. mô tả khoa học đầu tiên năm 1998.